# Михаил Пейков
Михаил Пейков е български художник от Украйна, работещ в областта на приложните и изящни изкуства.

## Животопис
Роден е в село Каракурт, Болградски район, Украйна, през 1941 година. През 1978 година завършва Украинския полиграфически институт „Фьодоров“ в Лвов, специалност Книжна полиграфия. От 1980 година живее в Измаил.

## Творчество
Михаил Пейков е живописец и дърворезбар. Често използва акварелна техника.
След 1975 година взима участие в изложби в Москва, Лвов, Кишинев, Одеса, Киев и в други градове, както и в Румъния и бивша Чехословакия. От 1997 година взима участие в изложбите на българските художници в Украйна, включително и в проведената в Одеса през май 2008 година Седма изложба на българските творци от Украйна.